# Pieter Van Bredael

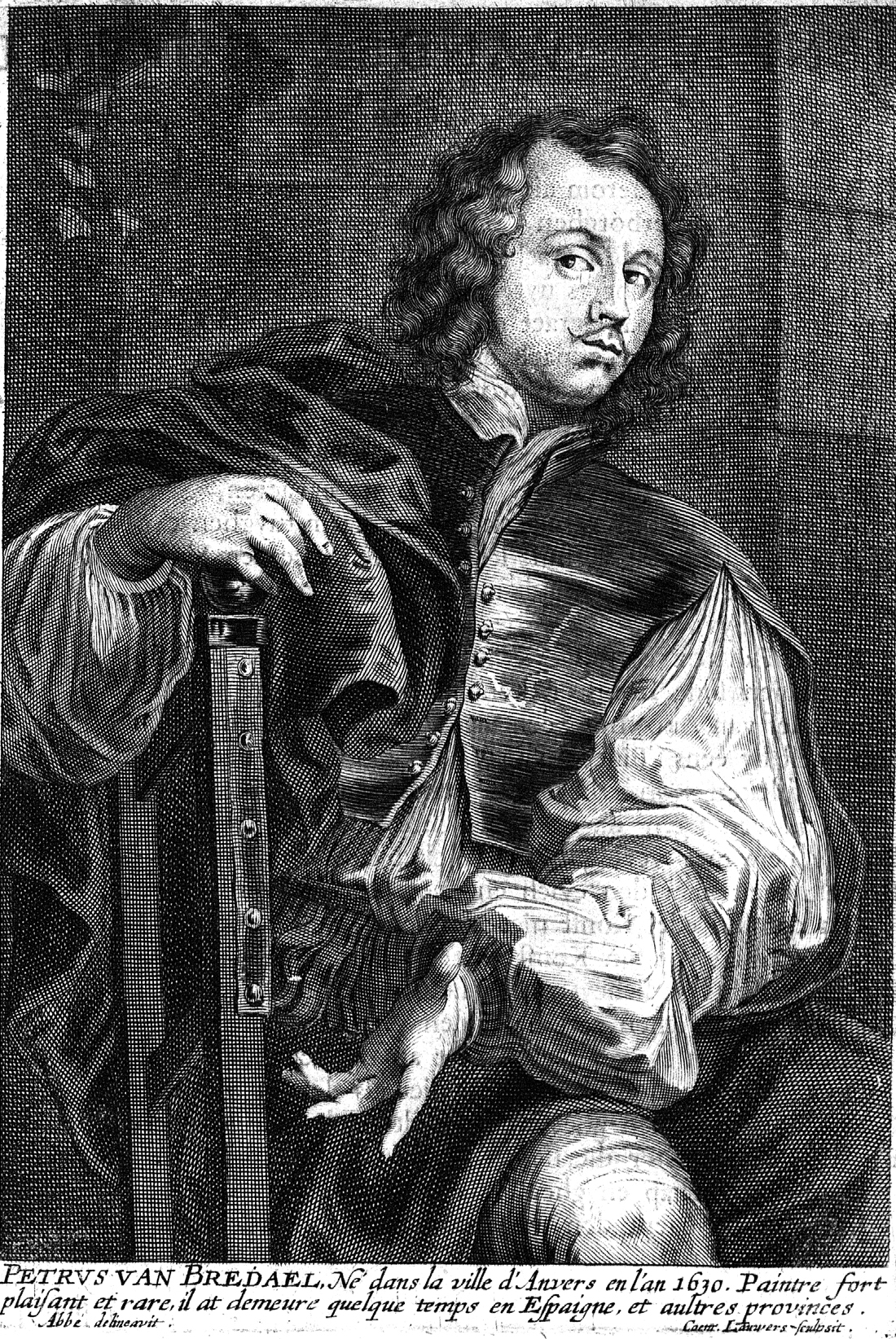
Pieter van Bredael sulla Het Gulden Cabinet

Pieter Van Bredael (Anversa, 19 luglio 1629 – Anversa, 9 marzo 1719) è stato un pittore fiammingo.

## Biografia

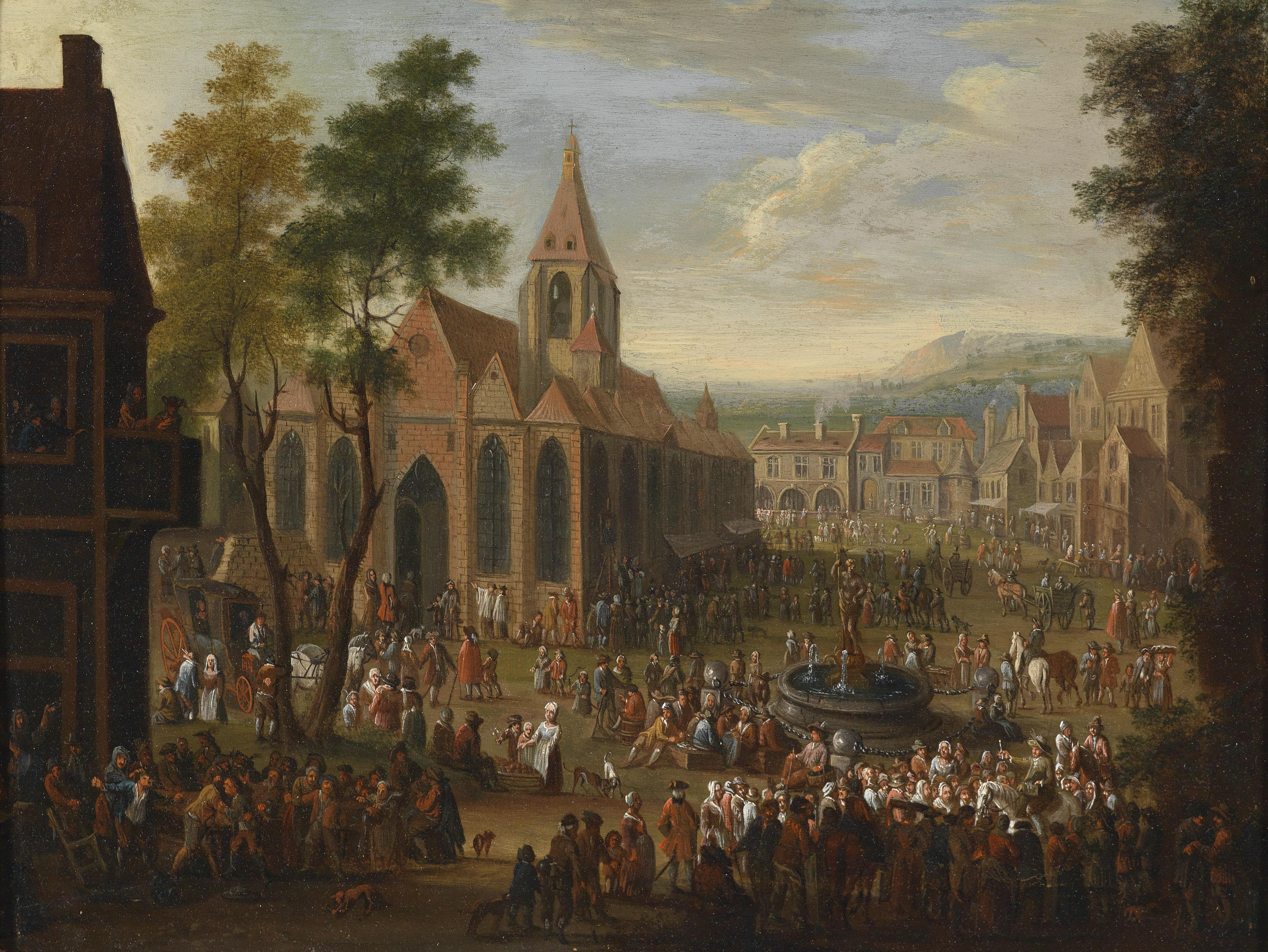
Paesaggio italiano con mercato

Van Bredael nacque ad Anversa nel 1629, ed entrò nella Corporazione di San Luca nel 1650. Ignoti sono i suoi maestri, ma egli imitò i lavori di Jan Brueghel il Vecchio nella realizzazione di paesaggi con piccole figure. Lavorò lungamente in Spagna, ove fu ampiamente apprezzato. Dalla tipologia di paesaggi riprodotti si può dedurre che possa aver visitato l'Italia.  Morì nella sua città natale nel 1719.
Suoi pupilli furono Hendrik Frans van Lint, Ferdinandus Hofmans, e suo figlio Joris van Bredael.

## Opere
- Scena di mercato nelle Fiandre, 1666, Olio su tela, Palazzo Tursi, Genova.[4]